# Équipe cycliste BEAT
L'équipe cycliste BEAT (officiellemment BEAT Cycling Club) est une équipe cycliste masculine néerlandaise. Créée en 2017, elle a le statut d'équipe continentale depuis 2018.

## Histoire de l'équipe
BEAT Cycling Club est fondé en fin d'année 2016 par Geert Broekhuizen, ancien directeur de la communication et du marketing de l'équipe Giant-Alpecin, et Edwin Gulickx. Leur but est d'amener cette équipe vers le niveau professionnel, voire jusqu'au Tour de France, en maintenant une structure de club, se distinguant du modèle économique des autres équipes professionnelles.
Durant sa première saison, en 2017, l'effectif de l'équipe ne comprend qu'un coureur sur route, Piotr Havik. BEAT Cycling Club s'illustre surtout sur piste, avec une recrue-phare, l'ancien champion du monde Theo Bos. Pour sa première année, la formation décroche plusieurs titres de champions des Pays-Bas : Matthijs Büchli en keirin et en vitesse individuelle, et Büchli, Theo Bos et Roy van den Berg en vitesse par équipes.
En 2018, une équipe continentale sur route est lancée avec un effectif de neuf coureurs, dont Piotr Havik, et Egon van Kessel pour directeur sportif. L'équipe participe principalement aux courses de l'UCI Europe Tour. En 2021 et 2022, elle est renommée BEAT Cycling, avant de redevenir le BEAT Cycling Club en 2023.

## Principales victoires

### Courses d'un jour
- Mémorial Albert Fauville : 2018 (Aksel Nõmmela)
- Tour d'Overijssel : 2018 (Piotr Havik)
- Grand Prix de la ville de Zottegem : 2019 (Piotr Havik)
- PWZ Zuidenveld Tour : 2019 (Luuc Bugter)

### Courses par étapes
- International Tour of Rhodes : 2019 (Martijn Budding)
- Tour d'Eure-et-Loir : 2019 (Luuc Bugter)

### Championnats nationaux
- Championnats des Pays-Bas sur piste : 8
  - Keirin masculin : 2017 (Matthijs Büchli)
  - Keirin féminin : 2018 (Laurine van Riessen)
  - Vitesse individuelle masculine  : 2017 et 2018 (Matthijs Büchli)
  - Vitesse individuelle féminine  : 2018 (Laurine van Riessen)
  - Vitesse par équipes : 2017 et 2018 (Matthijs Büchli, Theo Bos et Roy van den Berg)
  - Kilomètre : 2018 (Roy van den Berg)

## Classements UCI
L'équipe participe aux épreuves des circuits continentaux et en particulier de l'UCI Europe Tour. Les tableaux ci-dessous présentent les classements de l'équipe sur les différents circuits, ainsi que son meilleur coureur au classement individuel.
UCI Europe Tour
| UCI Europe Tour | UCI Europe Tour        | UCI Europe Tour                           | UCI Europe Tour |
| Année           | Classement par équipes | Meilleur coureur au classement individuel |                 |
| --------------- | ---------------------- | ----------------------------------------- | --------------- |
| 2018            | 43e                    | Aksel Nõmmela (32e)                       |                 |
| 2019            | 22e                    | Piotr Havik (100e)                        |                 |
| 2020            | 66e                    | Yves Coolen (482e)                        |                 |
| 2021            | 46e                    | Martijn Budding (372e)                    |                 |
| 2022            | 77e                    | Jan-Willem van Schip (717e)               |                 |
| 2023            | 83e                    | -                                         |                 |
|                 |                        |                                           |                 |
| Source : UCI    |                        |                                           |                 |

L'équipe est également classée au Classement mondial UCI qui prend en compte toutes les épreuves UCI et concerne toutes les équipes UCI.
| Classement mondial | Classement mondial     | Classement mondial                        | Classement mondial |
| Année              | Classement par équipes | Meilleur coureur au classement individuel |                    |
| ------------------ | ---------------------- | ----------------------------------------- | ------------------ |
| 2018               | -                      | Aksel Nõmmela (143e)                      |                    |
| 2019               | 43e                    | Piotr Havik (121e)                        |                    |
| 2020               | 103e                   | Yves Coolen (592e)                        |                    |
| 2021               | 73e                    | Martijn Budding (453e)                    |                    |
| 2022               | 127e                   | Jan-Willem van Schip (984e)               |                    |
| 2023               | 147e                   | Jules de Cock (1266e)                     |                    |
| 2024               | 174e                   | Daan van Sintmaartensdijk (1425e)         |                    |
|                    |                        |                                           |                    |
| Source : UCI       |                        |                                           |                    |

## BEAT Cycling Club en 2025
Effectif
| Effectif 2025             | Effectif 2025     | Effectif 2025 | Effectif 2025                         |
| Cycliste                  | Date de naissance | Pays          | Équipe précédente                     |
| ------------------------- | ----------------- | ------------- | ------------------------------------- |
| Stijn Appel               | 14 novembre 1996  | Pays-Bas      | À Bloc CT (2023)                      |
| Jarno Bellens             | 18 juillet 2000   | Belgique      |                                       |
| Frits Biesterbos          | 14 février 2002   | Pays-Bas      |                                       |
| Michiel Coppens           | 17 décembre 2002  | Belgique      | RB Zelfbouw UCT (2023)                |
| Bram Dissel               | 12 juillet 1998   | Pays-Bas      |                                       |
| Tijmen Eising             | 27 mars 1991      | Pays-Bas      | VolkerWessels Cycling Team (2023)     |
| Jochem Kerckhaert         | 29 octobre 2000   | Pays-Bas      | WPGA Amsterdam Racing Academy (2021)  |
| Lars Loohuis              | 4 octobre 2000    | Pays-Bas      | À Bloc CT (2023)                      |
| Marijn Maas               | 17 janvier 2002   | Pays-Bas      |                                       |
| Robbe Mellaerts           | 18 août 2001      | Belgique      |                                       |
| Martin Pluto              | 13 janvier 1998   | Lettonie      | À Bloc CT (2023)                      |
| Martijn Tusveld           | 9 septembre 1993  | Pays-Bas      | Team dsm-firmenich PostNL (2024)      |
| Jeroen Van Krimpen        | 2 mars 1999       | Pays-Bas      | Dutch Food Valley Cycling Team (2023) |
| Daan van Sintmaartensdijk | 11 juin 1998      | Pays-Bas      | VolkerWessels Cycling Team (2023)     |
| Hidde van Veenendaal      | 3 février 2001    | Pays-Bas      | Metec-Solarwatt p/b Mantel (2024)     |
|                           |                   |               |                                       |
| Source : ProCyclingStats  |                   |               |                                       |

Victoires
| Victoires | Victoires | Victoires | Victoires | Victoires | Victoires |
| Date      | Course    | Pays      | Classe    | Vainqueur |           |
| --------- | --------- | --------- | --------- | --------- | --------- |